# NGC 4044
NGC 4044 (другие обозначения — UGC 7018, MCG 0-31-20, ZWG 13.43, PGC 38018) — эллиптическая галактика (E) в созвездии Дева.
Этот объект входит в число перечисленных в оригинальной редакции «Нового общего каталога».
В 2005 году было создано RGB-изображение этой галактики.